# TSV Solln
Der Turn- und Sportverein München-Solln e.V., kurz TSV Solln, ist ein Sportverein aus dem gleichnamigen südlichen Stadtteil von München. Der Verein bietet seinen rund 3.500 Mitgliedern (Stand: Januar 2022) vielfältige Sportmöglichkeiten in elf Abteilungen. Die größte Abteilung stellt mit rund 1.800 Mitgliedern die Turnabteilung des Vereins, danach kommt mit rund 750 Mitgliedern die Fußballabteilung. Darüber hinaus gehören dem TSV Solln noch die Abteilungen (in alphabetischer Rangfolge) Basketball, Handball, Rehabilitationssport, Schach, Schwimmen, Ski- und Bergsport, Tang Soo Do, Tischtennis und Volleyball an. Die ehemals im Damenbereich erfolgreiche Abteilung Eisstockschießen wurde im Jahr 2016 aufgelöst.

## Geschichte
Die Gründung des TSV Solln erfolgte am 19. Dezember 1931 durch Fußballer und Kraftsportler in der Gaststätte „Alte Post“ am heutigen Wilhelm-Leibl-Platz. Der erste Vorsitzende war Ludwig Haas. Seitdem sind es bisher insgesamt 16 Mitglieder, die das Amt des 1. Vorsitzenden bekleideten, am längsten im Amt waren dabei bislang Hans Bauer (24 Jahre) und Wolfgang Czech (15 Jahre).

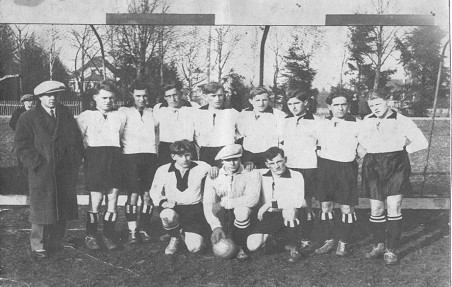
Die Gründungself des TSV Solln im Januar 1932

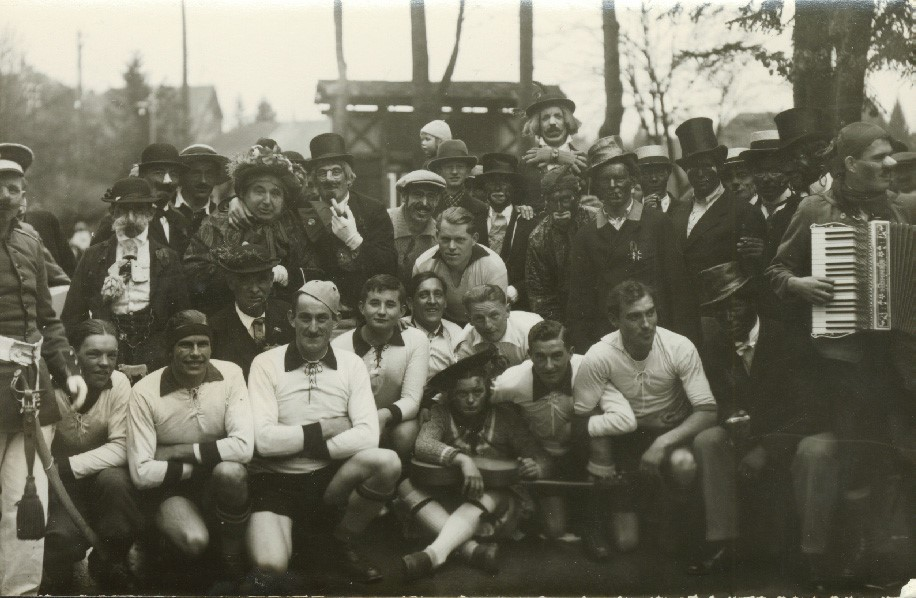
Erste Fußballmannschaft des TSV Solln – datiert zwischen 1931 und 1936 zur Faschingszeit

Das erste Fußballspiel fand im Januar 1932 beim Patenverein SC Baierbrunn statt. Die Turner trafen sich ab 1934 zunächst in der Sektion Solln der Turngemeinde München A.V., wurden jedoch nach dem Krieg ab 1947 in den TSV Solln eingegliedert. Generell gingen die Zeiten des Zweiten Weltkriegs auch am TSV Solln nicht spurlos vorüber. So wurde während des Kriegs der Sportbetrieb komplett eingestellt.
Nach dem Krieg erfolgte die Wiederaufnahme des Fußballspielbetriebs, damals als SpVgg Solln/Forstenried (1947–1949). 1949 dann wurde der Verein wieder selbständig als TSV Solln. 1953 erfolgte die Eintragung ins Vereinsregister als gemeinnütziger Sportverein. Ab diesem Jahr war auch die Firmenmannschaft des Alkor-Werks als Betriebssportgemeinschaft dem TSV Solln angeschlossen. Bis 1960 pendelten die Fußballer zwischen der C- und B-Klasse hin und her und schafften nach interessanten Duellen mit dem TSV Grünwald 1960 den begehrten Aufstieg in die A-Klasse, damals die dritthöchste Klasse im Amateurfußball, hinter der ersten und zweiten Amateurliga.
Von 1972 bis 1980 waren die Eisschützen die erfolgreichste Abteilung:
Die Herren in der Bayernliga, die Damen sogar in der Eisstock-Bundesliga. Mangels Nachwuchs musste der Wettspielbetrieb jedoch vor einigen Jahren eingestellt werden.
1973 hatte der TSV Solln zehn Fußballmannschaften (Erwachsene und Jugend). 1981 erhielt der TSV zum 50-jährigen Vereinsjubiläum erstmals eine Vereinsfahne, gestiftet von der Familie Majeron und der Bäckerei-Konditorei Reis. 1993 beendete der langjährige 1. Vorsitzende Wolfgang Czech seine 15-jährige Vorstandstätigkeit, zu diesem Zeitpunkt die bisher längste Amtszeit eines 1. Vorsitzenden beim TSV Solln. In seiner Amtszeit wuchs der Verein auf 1.700 Mitglieder an, davon etwa 50 % Jugendliche.
Die Nachfolge von Wolfgang Czech als 1. Vorsitzender trat 1993 sein Stellvertreter Hans Bauer an, der über 50 Jahre als Schriftführer, Schatzmeister, 2. Vorstand und insgesamt rund 24 Jahre lang als 1. Vorsitzender Mitglied des Geschäftsführenden Vorstands war.
Einer der größten Meilensteine in der Geschichte des TSV Solln: Seit 2011 verfügt der Verein über eine komplett sanierte Sportanlage mit zwei Natur- und drei Kunstrasenplätzen, einem Beachvolleyballplatz sowie einer Zwei-Felder-Sporthalle. Endgültig von der Stadt München übertragen wurde die ehemalige Bezirkssportanlage im Jahre 2012 – auf Basis eines Erbbaurechtsvertrages mit einer Laufzeit bis Ende 2035. Dem voraus gingen allerdings zähe und langjährige Verhandlungen der beiden Vertragspartner, auf Sollner Seite allen voran vertreten durch den 1. Vorsitzenden Hans Bauer.
Zum 31. Dezember 2015 hatte der TSV Solln die bis dahin neue Rekordmitgliederzahl von 3.300 erreicht, darunter 1.700 Jugendliche. Damit war und ist der TSV Solln der weitaus größte Verein in Solln, mit Schwerpunkt „Jugend-Sport“. Mehrere Umstrukturierungen der Verwaltung mit Errichtung einer seit 1980 halbtags besetzten Geschäftsstelle wurden notwendig.
Der TSV setzt sich gegenwärtig aus elf Fachsportabteilungen zusammen, nachstehend sortiert nach Gründungsjahren: Fußball (1931), Turnen (1934), Tischtennis (1955), Handball (1968), Volleyball (1975), Schwimmen (1976), Ski- und Bergsport (1978), Schach (1994), REHA-Sport (2003), Tang Soo Do (2005) und Basketball (2016).

## Sportliche Erfolge
Mitte der 1990er Jahre schafften die Handball-Herren den Aufstieg in die Bezirksoberliga Oberbayern, diese Mannschaft musste aber zwei Jahre später mangels Nachwuchs (wegen fehlender Sporthalle) aufgelöst werden. So konnten gerade noch die weiblichen Jugendmannschaften und die Damenmannschaft mühsam aufrechterhalten werden (Training im Stadtteil Ramersdorf), sie spielten dennoch alle hochklassig: Bezirks-, Bezirksoberliga und die weibliche C-Jugend sogar Bayernliga.
Seit dem Jahrtausendwechsel boomt der Handballsport in Solln weiter: Schöne Erfolge konnten die Handballmädchen feiern: 2× Oberbayerischer Meister in der A- und B-Jugend.
Die Volleyball-Herren stiegen Schritt für Schritt von der Bezirksklasse über Bezirksliga, Landesliga bis in die Bayernliga (2015) auf, bis die Mannschaft aufgrund des Weggangs von maßgeblichen Leistungsträgern vom Spielbetrieb abgemeldet werden musste.
Die Beachvolleyball-Mädchen mischten kräftig mit den Spitzenteams bei den Stadt-, Kreis- und Bezirksmeisterschaften mit.
Die Schwimmer-Jugend ist bei den Kreismeisterschaften erfolgreich vertreten und nahm mehrere Jahre lang an den Münchener 24-Stunden-Meisterschaften in der Olympiahalle in Einzel- und Mannschaftswettbewerben teil. Dabei gelang Martina Conrad 2002 über 30 km der 1. Platz bei den Damen und sie kam 2005 gar auf 36 km in 24 Stunden.
Die Turnabteilung wuchs kontinuierlich auf heute über 1.800 Mitglieder an.
Seit 2003 erzielte die Fußballabteilung ihre größten Erfolge der Vereinsgeschichte: 2003 wurde die 1. Mannschaft Münchner Hallenmeister und oberbayerischer Hallenvizemeister, stieg 2004 in die Bezirksliga auf und mischte dort sieben Jahre kräftig mit, bis dann der große Absturz hinunter in die Kreisklasse kam. Erstmals schaffte 2005 mit der D-Jugend eine Jugendmannschaft den Sprung in die höchste oberbayerische Liga (unter anderem mit dem FC Bayern München, TSV 1860 München, FC Ingolstadt, Wacker Burghausen, SpVgg Unterhaching). Mehrfach konnte bei den Knaben die Münchner Stadtmeisterschaft in der Halle errungen werden (D- und E-Jugend). Zweimal gelangen zudem herausragende Erfolge beim Merkur Cup, an dem jährlich rund 450 E-Jugend-Mannschaften teilnehmen: 2002 ein sechster Platz und 2006 sogar ein dritter Platz hinter dem FC Bayern München und dem TSV 1860 München.
Seit dem Jahr 2000 gibt es Mädchen- und Frauen-Fußball beim TSV Solln im Wettspielbetrieb. Die Frauenmannschaft des TSV Solln stieg zum Ende der Saison 2016/2017 als Vizemeister der Kreisliga München erstmals in die Bezirksliga Oberbayern auf und erreichte in der gleichen Spielzeit den Einzug in die Finalrunde der oberbayerischen Hallenmeisterschaft im Futsal.

## Sportanlage
Bis zu seinem heutigen Domizil, der vom TSV Solln im Jahr 2012 von der Stadt München in Eigenregie übernommenen, bereits 1978 errichteten ehemaligen Bezirkssportanlage an der Herterichstraße 141 nutzte der TSV Solln vier verschiedene Standorte in Solln als Fußballplätze:
1. heutige Watteaustraße,
2. heutige Schuchstraße,
3. heutige Sörgelstraße und
4. ehemalige Müllkippe an der Herterichstraße 119.

Die Turner trafen sich ab 1934 zunächst in der Sektion Solln der Turngemeinde München A.V. in der damals einzigen Turnhalle in Solln, der kleinen, alten Turnhalle der heute denkmalgeschützten Herterichschule. 1949 wurde der Fußballbetrieb zunächst auf einer Wiese neben der Müllkippe wieder aufgenommen und 1952 durch ein Rasen-Fußballfeld ersetzt, welches bis 1990 genutzt wurde.
Als Ersatz für den zweiten Fußballplatz an der Schuchstraße, auf dem ein Wohnblock entstand, errichtete die DEBA 1965 dem TSV Solln einen Ausweichfußballplatz an der Waterloostraße. Dort errichtete dann auf Bestreben des TSV Solln die Stadt München in den Jahren 1975 bis 1983 in Etappen die Bezirkssportanlage mit drei Fußballplätzen, strich aber aus Kostengründen den ursprünglich geplanten vierten Fußballplatz, das Vereinsheim und die Mehrzweckhalle.
1990 verlor der TSV wegen Errichtung eines Asylbewerberdorfes den vierten (Ausweich)-Fußballplatz an der Herterichstraße 119 endgültig und musste sich dazu die verbliebenen drei Fußballplätze der Bezirkssportanlage mit drei weiteren Vereinen teilen, die dann mit 36 Mannschaften, davon 29 Mannschaften des TSV Solln, völlig überlastet waren. Seitdem begann der über ein Jahrzehnt währende Kampf um die Erweiterung der Bezirkssportanlage. Fast 20 Jahre lang kämpfte der TSV um Ersatz für den verlorengegangenen vierten Fußballplatz (alter Herterichplatz) und seit 1999 um die dringend notwendige Groß-Sporthalle. Unter Regie der beiden Vorstände Hans Bauer und Willi Armbruster gelang nach Überwindung vieler Hindernisse dann der Bau der vereinseigenen Sporthalle in Handballfeldgröße für die Sportarten Handball, Volleyball, Basketball, Turnen und Fußball, dazu zwei Gymnastikräume für Kleingruppen-Turnen, REHA-Sport, Tischtennis und Tang Soo Do. Die Inbetriebnahme der neuen vereinseigenen Halle erfolgte im Oktober 2011.
Parallel dazu konnte die über 30 Jahre alte Bezirkssportanlage gemeinsam mit der Stadt München saniert werden, mit nun drei Kunstrasenplätzen in verschiedenen Größen und einem Beachvolleyballplatz und wurde vom TSV Solln auf Basis eines Erbbaurechtsvertrages für 25 Jahre in Eigenregie übernommen.

## Vereinsheim
Auf der ehemaligen Müllkippe an der Herterichstraße 119 entstand innerhalb von zwei Jahren ein kleines Vereinsheim, welches seit seiner Einweihung 1950 knapp 50 Jahre bestand, bevor es im Jahre 2000 wegen des Baus einer Wohnanlage wieder abgerissen wurde.
Unter der Regie der beiden Vorstände Wolfgang Czech und Hans Bauer baute der Verein zum zweiten Mal ein Vereinsheim, das im April 1987 neben der Bezirkssportanlage an der Herterichstraße 141 eingeweiht wurde. Dort fanden auch die Sollner Schützenvereine und der Trachtenverein eine feste Heimat. 2004 wurde es mit einem Wintergartenanbau erweitert und 2019/2020 grundlegend saniert.

## Liste der 1. Vorstände

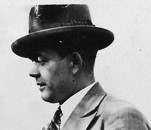
Ludwig Haas, der 1. Vorstand des TSV Solln

Die Liste der 1. Vorstände, chronologisch sortiert:
- 1931–1932 Ludwig Haas
- 1932–1934 K. Siegert
- 1934–1947 G. Buffler
- 1947–1949 SpVgg. Solln/Forstenried
- 1950 H. Reisenegger
- 1951–1953 P. Bamersreiter
- 1954 O. Edmaier / E. Kasch
- 1955 E. Kasch
- 1956–1958 W. Meister
- 1959–1961 W. Weidner / Ludwig Haas
- 1962 S. Schmidbauer
- 1963 P. Bamersreiter
- 1964–1970 E. Kasch
- 1971 W. Weidner / M. Reigl
- 1972 H. Huggenberger
- 1973–1975 E. Kasch
- 1976–1977 H. Huggenberger
- 1978–1993 Wolfgang Czech
- 1993–2017 Hans Bauer
- 2017–2022 Christian Teich
- seit 2022 Karl Horner

## Aktuelle Sportabteilungen sortiert nach Gründungsjahr

### Fußball (seit 1931)
Mit jährlich rund 30 Trainingsgruppen und Mannschaften im Spielbetrieb (männlich und weiblich) besitzt der TSV Solln eine der größten Fußball-Nachwuchsabteilungen Bayerns.
Die erste Männermannschaft des TSV Solln spielte von 2004/2005 bis 2010/2011 für insgesamt sieben Spielzeiten in der Bezirksliga Oberbayern-Süd. Die beste Endplatzierung des TSV Solln war dabei ein 2. Platz in der zweiten Bezirksliga-Saison 2005/2006. Dies berechtigte zur Teilnahme an der Relegation zur Bezirksoberliga, in der der TSV Solln zuerst beim TSV Wasserburg mit 4:1 gewinnen konnte, anschließend jedoch dem FC Perach mit 0:2 unterlag. Der FC Perach ging damit als Sieger aus der Relegation hervor und durfte in die Bezirksoberliga aufsteigen. Nach dem Abstieg aus der Bezirksoberliga Oberbayern-Süd in die Kreisliga München konnte in der Saison 2011/2012 in einer dramatischen Relegationsrunde – der TSV Solln unterlag erst im Finalspiel durch ein Tor in der letzten Spielminute gegen den SV Heimstetten II mit 2:3 – der zweite Abstieg in Folge nicht verhindert werden. Seit der Saison 2012/13 spielt der TSV Solln in der Kreisklasse München.
Seit dem Jahr 2000 gibt es Mädchen- und Frauen-Fußball beim TSV Solln im Wettspielbetrieb. Der Frauenmannschaft des TSV Solln gelang zur Spielzeit 2013/14 mit einer aus dem eigenen Vereinsnachwuchs deutlich verjüngten Mannschaft auf Anhieb der Aufstieg von der Kreisklasse in die Kreisliga München. Zum Ende der Saison 2016/17 folgte als Vizemeister der Kreisliga München der Aufstieg in die Bezirksliga Oberbayern. In der gleichen Spielzeit schaffte die Mannschaft den Einzug in die Finalrunde der oberbayerischen Hallenmeisterschaft im Futsal, nachdem in der Vorrunde unter anderem der Regionalligist FFC Wacker München hinter dem TSV Solln das Nachsehen hatte. Am Ende platzierte man sich als sechstbestes Frauenfußball-Team Oberbayerns.
Mehr noch als für seine Erwachsenen-Mannschaften genießt die Fußballabteilung des TSV Solln im Münchner Raum Anerkennung durch die Erfolge seiner Jugendarbeit. Bei den Kleinfeldmannschaften der männlichen Jugend kann sich der TSV Solln mit der Münchner Spitze, durchaus auch mit dem Nachwuchs der Profivereine, messen. So errang der TSV Solln bislang fünf Titel bei den Münchner Junioren-Hallen-Stadtmeisterschaften:
- 1997: D-Jugend des TSV Solln (im Finale gegen den TSV 1860 München)
- 2006: E-Jugend (ohne Teilnahme der Profivereine)
- 2008: E-Jugend (ohne Teilnahme der Profivereine)
- 2009: D-Jugend (ohne Teilnahme der Profivereine)
- 2010: E-Jugend (ohne Teilnahme der Profivereine)

### Turnen (seit 1934)
Die Turnabteilung bietet ein breites Spektrum an Gymnastik- und Sportstunden an. Für Kinder und Jugendliche umfasst das Programm pro Woche 33 verschiedene Stunden, vom Eltern-Kind-Turnen ab 18 Monaten bis hin zu den Tanzstunden von Nu Jazz bis Hip-Hop für Jugendliche ab elf Jahren. Seit 2015 wird auch wieder Leistungsturnen mit Training im Landesleistungszentrum München des Bayerischen Turnverbands an der Höglwörther Straße 221. Für Erwachsene stehen 19 unterschiedliche Stunden pro Woche zur Auswahl, darunter beispielsweise Aerobic Mix, Deep Work, Flexibar, Strong by Zumba, allgemeine Fitnessgymnastik und Präventivgymnastik. Jedes Halbjahr werden bis zu neun zusätzliche Kurse für alle Altersgruppe und Fitnessgrade angeboten, beispielsweise Pilates, Bewegung und Haltung, Gleichgewicht und Schwindel sowie Qigong.

### Handball (seit 1968)
Seit 1968 wird beim TSV Solln Handball gespielt und damit bereits vor der Zeit, als Handball olympische Disziplin wurde (1972 in München erstmals für Männer und 1976 in Montreal ebenfalls für die Frauen).
Mitte der 1990er Jahre schafften die Handball-Herren des TSV Solln den Aufstieg in die Bezirksoberliga. Diese Mannschaft löste sich mangels Nachwuchs und fehlender ortsnaher Trainingsmöglichkeiten auf. Nur die Frauen und die weiblichen Jugendmannschaften trainierten weiter in Ramersdorf. Dennoch spielten sie hochklassig: Bezirks-, Bezirksoberliga und die weibl. C-Jugend sogar Bayernliga. Zweimal wurde die oberbayerische Meisterschaft errungen.

### Volleyball (seit 1975)
Beim TSV Solln wird Volleyball seit 1975 gespielt. Dafür stehen sowohl Felder in der vereinseigenen Halle als auch Beachvolleyballfelder in der Sportanlage zur Verfügung.
Die Volleyball-Herren stiegen Schritt für Schritt von der Bezirksklasse über Bezirksliga, Landesliga bis in die Bayernliga (2015) auf.

### Tischtennis (seit 1975)
Seit 1975 bietet der TSV Solln seinen Mitgliedern Tischtennis an.
Stand 2017 spielen vier Herrenmannschaften und eine Jugendmannschaft in München und Umgebung in unterschiedlichen Ligen. Die Altersstruktur ist seit jeher sehr gemischt und erstreckt sich von Acht- bis Zehnjährigen bis hin zu 80-Jährigen.

### Schwimmen (seit 1976)
Eine Gruppe ehrenamtlicher Trainer, die sich bereits jahrelang aus dem Schwimmsport kennen, organisiert das Schwimmtraining und gibt ihr Wissen und Können gerne an die Schwimmkinder der Abteilung weiter.

### Ski- und Bergsport (seit 1978)
Ski- und Bergsport gehörte bereits seit 1978 zum Sportangebot des Vereins, zunächst als Sektion der Turnabteilung. Die Gründungsversammlung als eigene Vereinsabteilung fand am 30. April 1980 statt. Seit der Gründung hatte die Abteilung vier Abteilungsleiter: Doris Horner (10 Jahre), Peter Bloch (13 Jahre), sowie Erich Lenz (14 Jahre). Am 9. März 2016 wurde als neuer Abteilungsleiter Hans-Josef Kerat gewählt.
Die Gründung dieser Abteilung war seinerzeit ein Novum: Skisport, Wandern und Bergsteigen in einem allgemeinen Sportverein, was bis dahin eine Domäne von Skivereinen und Alpenverein war. Der Schwerpunkt lag seither im Breitensport mit einem breit gefächerten Angebot an Wanderungen, Bergsteigen, Skitouren, Alpin-Wochenskifahrten, Mountainbike-Touren, ganzjährig Skigymnastik und dem traditionellen Treff am Ski- und Berg-Stammtisch im Vereinsheim.

### Schach (seit 1994)
1994 trat der Schachclub Süd Solln dem TSV Solln als neunte Abteilung bei. Die Abteilung besteht heute aus ca. 60 Mitgliedern, die Hälfte davon sind Kinder und Jugendliche. Der größte Erfolg war der Gewinn der Münchner Mannschaftsmeisterschaft im Jahr 2014 und der damit verbundene Aufstieg in die Regionalliga. Die Übungs- und Spielstätte ist das vordere Vereinsheim-Nebenzimmer in der Herterichstraße 139.
Die Abteilung ist Mitglied in folgenden Schach-Verbänden:
- Schach-Bezirksverband München e.V.
- Bayerischer Schachbund e.V.
- Deutscher Schachbund e.V.

### Reha (seit 2003)
Die Reha-Abteilung des TSV Solln bietet eine Diabetes-, eine Herzsport- und eine Asthmagruppe an.

### Tang Soo Do (seit 2005)
Trotz ihres jungen Alters hat die Abteilung Tang Soo Do des TSV Solln auch bereits 2014 die Internationale Deutsche Meisterschaft ausgerichtet und Abteilungsmitglieder treten Jahr für Jahr erfolgreich bei diesen Vergleichswettkämpfen auf.
Die Abteilung Tang Soo Do ist Mitglied im DTSDV (Deutsche Tang Soo Do Vereinigung e.V.) und WTSDA (World Tang Soo Do Association).

### Basketball (seit 2016)
Die Basketball-Abteilung des TSV Solln wurde am 27. Januar 2016 gegründet, nachdem rund zwei Jahre zuvor das erste Basketballtraining beim TSV Solln stattgefunden hat. Die Abteilung zählte zu ihrer Gründung bereits fast 90 Mitglieder, zum ersten Geburtstag waren es schon über 120 Mitglieder, darunter über 90 Kinder und Jugendliche unter 16 Jahren. Anfang 2022 erwuchs sie mit rund 280 Mitgliedern zur drittgrößten Sportabteilung des TSV Solln.